# 티롱
티롱(본명: Đặng Thành Long, 한국어: 당탄롱, 2003년 ~ )는 베트남의 리그 오브 레전드 프로게이머이다. 아이디는 TLong이며, 포지션은 미드이다. 현재 프레딧 브리온 소속이다.

## 선수 생활
2022년 6월 2일, 프레딧 브리온에 입단하면서 프로 커리어를 시작했다. 다음 날인 6월 3일, 통합 로스터에 이름을 올리면서 LCK 1호 베트남 선수가 되었다.

## 소속팀
| # | 팀명          | 소속 기간    | 소속 리그 | 비고 |
| - | ------------- | ------------ | --------- | ---- |
| 1 | 프레딧 브리온 | 2022.06.02 ~ | LCK       |      |